# Sebastian Salata
Sebastian Dariusz Salata – polski entomolog i taksonom specjalizujący się w myrmekologii, adiunkt w Zakładzie Bioróżnorodności i Taksonomii Ewolucyjnej Wydziału Nauk Biologicznych Uniwersytetu Wrocławskiego.

## Życiorys
W 2012 roku uzyskał tytuł magistra na Wydziale Nauk Biologicznych. W 2018 roku obronił pracę doktorską pt. Studium taksonomiczno-zoogeograficzne mrówek (Hymenoptera: Formicidae) Krety. W latach 2018–2020 odbył staż podoktorski w California Academy of Sciences w San Francisco w USA. W 2023 roku habilitował się na podstawie pracy Taksonomia i biogeografia Pheidole Westwood, 1839 (Hymenoptera: Formicidae) Madagaskaru.
W swojej pracy naukowej skupia się na taksonomii, biogeografii i filogenezie mrówek. Jest autorem ponad 80 prac naukowych i ponad 5 monografii. Opisał ponad 150 nowych dla nauki gatunków mrówek.